# Xiangcheng (Xuchang)
Der Kreis Xiangcheng (襄城县,  Xiāngchéng Xiàn) gehört zum Verwaltungsgebiet der bezirksfreien Stadt Xuchang im Zentrum der chinesischen Provinz Henan. Das Verwaltungsgebiet des Kreises Xiangcheng hat eine Fläche von 916,9 km² und er zählt 692.300 Einwohner (Stand: Ende 2018). Sein Hauptort ist die Großgemeinde Chengguan (城关镇).

## Administrative Gliederung
Auf Gemeindeebene setzt sich der Kreis aus zehn Großgemeinden und sechs Gemeinden zusammen. 